# Ясенецький Михайло Владиславович
Миха́йло Владисла́вович Ясене́цький (нар. 1876 — пом.?) — військовик, полковник, командир полку Дієвої армії УНР.

## Життєпис

### Родина
Народився в сім'ї давнього українського шляхетського роду Ясенецьких гербу Корнич.
Батько Йосип-Владислав-Яків Карлович Ясенецький — разом з дітьми внесений в 1 частину родовідної книги Київській губернії Указом Урядового Сенату за № 543 від 6 лютого 1886 року. У 1858 році став дідичем частини Лип'янки, успадкувавши її від батька. Був у Златополі власником сімейного портрету Теофіли Данилович з синами Марком та Яном на молитві у костьолі міста Жовква. Разом з братом Проспером у 1894 році володіли 1000 десятинами землі.
Брат — Олександр.
Брат — Микола.
Брат — Іван.

### Військова діяльність
Станом на 1 січня 1909 року — поручик, а на 1 січня 1910 року — штабс-капітан 41-го піхотного Селенгінського полку, у складі якого брав участь у Першій світовій війні.
У 1915 році — капітан, контужений.
Останнє звання у російській армії — полковник.
З 11 липня 1918 року — командир 3-го пішого Брест-Литовського полку Дієвої армії УНР.
Навесні 1919 року — начальник господарчої частини 51-го пішого дієвого ім. С. Наливайка полку Дієвої армії УНР.
25 квітня 1919 року виїхав з полковим обозом до Звягеля, де був захоплений червоноармійцями.
Подальша доля невідома.

## Зазначення
1. ↑  Список дворян Киевской губернии, на 11 октября 1905 года [Архівовано 11 січня 2015 у Wayback Machine.](рос. дореф.)
2. ↑  Похилевич Л. І.  «Сказання про населені місцевості Київської губернії». C. 716. [Архівовано 5 березня 2016 у Wayback Machine.](рос. дореф.)
3. ↑  Стаття Lipianka у Географічному словнику Королівства Польського та інших земель слов'янських, том XV, част.2, С.231, з 1895 року [Архівовано 5 березня 2016 у Wayback Machine.](пол.)
4. ↑  Общий список офицерским чинам русской императорской армии на 1 января 1909г. С. 225 [Архівовано 26 листопада 2016 у Wayback Machine.](рос. дореф.)
5. ↑  «Русское слово» за п'ятницю, 11 вересня 1915 року, з коментарем по журналу «Разведчик» № 1302 від 20 жовтня 1915 року.// Генеалогический форум ВГД [Архівовано 26 листопада 2016 у Wayback Machine.](рос.)